# Cratère de Serpent Mound
Le cratère de Serpent Mound est un cratère d'impact fortement érodé, situé dans l'État d'Ohio aux États-Unis.
Il s'agit d'un cratère complexe comportant un soulèvement central, une zone de transition et un graben (fossé d'effondrement) annulaire. Vieux d'au moins 320 Ma (époque du Mississippien), le cratère est très érodé mais on a pu estimer son diamètre initial : 8 km au moins, voire près de 14.
Diverses particularités géologiques et géophysiques sont associées au cratère : failles, dislocations, perturbations stratigraphiques, anomalies gravimétriques et anomalies magnétiques. Les particularités géologiques avaient déjà été notées par des explorateurs européens et américains au XIXe siècle.
Le cratère est nommé d'après le tumulus du Grand serpent, une construction amérindienne située à quelques kilomètres. Il n'est pas impossible que les particularités géologiques du site aient été remarquées par les peuples autochtones et qu'elles leur aient inspiré la construction du tumulus.
Le lieu a été mentionné dans le 1er épisode de la 3e saison de la série télévisée Alien Theory, une série traitant des faits paranormaux liés à la venue sur Terre d'extraterrestres,,,.

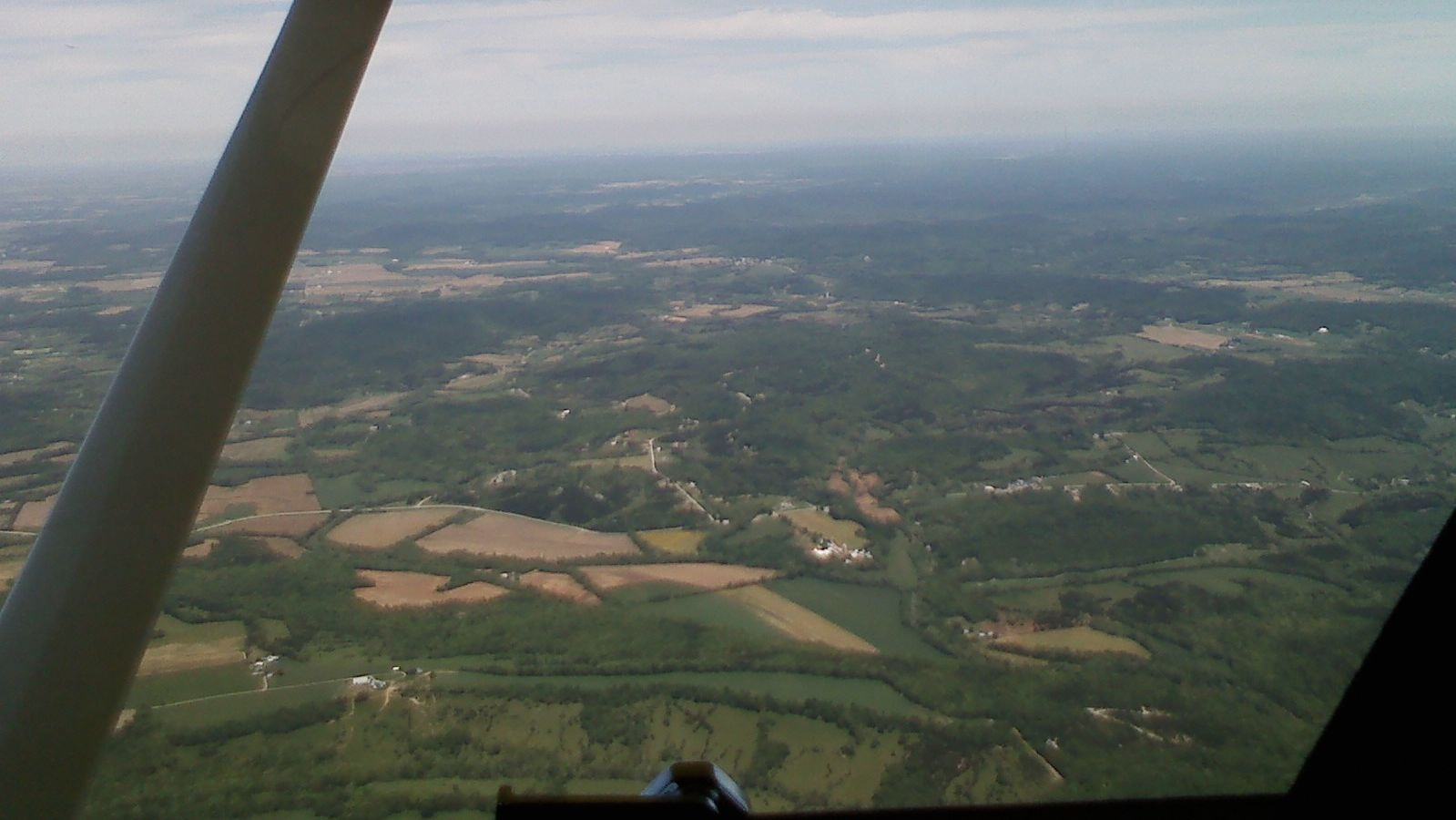
Le cratère de Serpent Mound, vu du ciel.